# Нери, Гийом
Гийом Нери (фр. Guillaume Néry, 11 июля 1982, Ницца) — французский фридайвер, специализирующийся на категории Constant Weight, чемпион мира. Несколько раз устанавливал мировые рекорды по погружению. В ластах без использования дополнительного утяжеляющего снаряжения он достиг отметки в 120 метров в июле 2020 года.
Автор многих короткометражных фильмов, таких как Free Fall, Narcose и т. д. Короткометражный фильм Narcose основан на его личных галлюцинациях. Автором этого проекта была жена Гийома Нери чемпионка Франции Жюли Готье.